# دانيال بوينو
دانيال بوينو (بالبرتغالية: Daniel Bueno‏) هو عارض برازيلي، ولد في 25 مارس 1977 في بورتو أليغري في البرازيل.

## روابط خارجية
- دانيال بوينو على موقع IMDb (الإنجليزية)